# Valdejalón
La comarque de Valdejalón est une région aragonaise dans la Province de Saragosse (Espagne).

## Communes
Almonacid de la Sierra, La Almunia de Doña Godina, Alpartir, Bardallur, Calatorao, Chodes, Épila, Lucena de Jalón, Lumpiaque, Morata de Jalón, La Muela, Plasencia de Jalón, Ricla, Rueda de Jalón, Salillas de Jalón, Santa Cruz de Grío et Urrea de Jalón